# ボウフウ
ボウフウ（防風、Saposhnikovia divaricata）とはセリ科の草本の一種。
中国北部からシベリア地方に自生する多年生草本である。花期は8-9月頃で白い小花を咲かせる。
産地により種類がある。
1. 関防風:中国（中国東北部、内蒙古、河北、山西、山東省）など
2. 川防風:中国（四川、貴州）
3. 雲防風:中国（雲南）

　日本に輸入されるのは、1. の関防風である。

## 生薬
根および根茎が防風（ボウフウ）として生薬となり、発汗、解熱および鎮痛作用が認められる。防風は日本薬局方にも収載されている。防風は十味敗毒湯、防風通聖散などの漢方方剤に使われる。
内蒙古自治区などの野生採取品が多く流通していたが、乱獲等で減少し、中国産の栽培品が多く流通するようになった。

## 成分
クロモン類のデルトイン、5-O-メチルビサナミノール、5-O-メチルビサナミノールグルコシド、シミブギン、シミブギングルコシド、ハマウドール、ハマウドールグルコシドを含む。

## ボウフウの名を持つ植物
やや大型で根の太いセリ科植物には、エゾボウフウ、イブキボウフウ、カワラボウフウ、ボタンボウフウ、ハマボウフウ、オランダボウフウ（アメリカボウフウ）など「○○ボウフウ」と名づけられたものが多い。
しかし、これらの植物はボウフウとは別属であり、薬として使用されることもなく（薬になる物もあるが薬効は防風とは異なる）、植物学的にも薬用としてもボウフウとは無関係である。